# Most–Híd
Most–Híd (en eslovaco: ˈmɔst ˈhiːd); de las palabras eslovaca y húngara para "puente") fue un partido político multiétnico,
conservador liberal y europeista de Eslovaquia. Su programa exigía una mayor cooperación entre la minoría húngara del país y el pueblo eslovaco.
El partido se formó en junio de 2009 por disidentes del Partido de la Coalición Húngara (SMK-MKP), a quienes acusaron de ser demasiado nacionalistas. El partido decía buscar ofrecer una alternativa a la política étnica promoviendo la cooperación interétnica.  Dirigido por el expresidente de SMK-MKP, Béla Bugár. El partido afirmaba tener un electorado que tiene dos tercios de etnia húngara y un tercio de etnia eslovaca.

## Resultados electorales

### Consejo Nacional
| Año  | Voto         | Voto % | Escaños | +/- | Gobierno                         |
| ---- | ------------ | ------ | ------- | --- | -------------------------------- |
| 2010 | 205.538 (#5) | 8,13   | 14/150  |     | Coalición con SKDÚ-DS, SaS y KDH |
| 2012 | 176.088 (#4) | 6,89   | 13/150  | 1   | Oposición                        |
| 2016 | 169.593 (#7) | 6,50   | 11/150  | 2   | Coalición con SMER-SD y SNS      |
| 2020 | 59.174 (#13) | 2,05   | 0/150   | 11  | Extraparlamentario               |